# Kubova Huť
Kubova Huť település Csehországban, a Prachaticei járásban. Kubova Huť Horní Vltavice és Vimperk településekkel határos. Lakosainak száma 100 fő (2024. január 1.).

## Népesség
A település lakosságának változását az alábbi diagram mutatja:
| Lakosok száma | 153  | 140  | 135  | 56   | 64   | 89   | 97   | 95   | 78   | 100  |
|               | 1869 | 1900 | 1921 | 1961 | 1980 | 2011 | 2016 | 2019 | 2021 | 2024 |